# Poleschuken

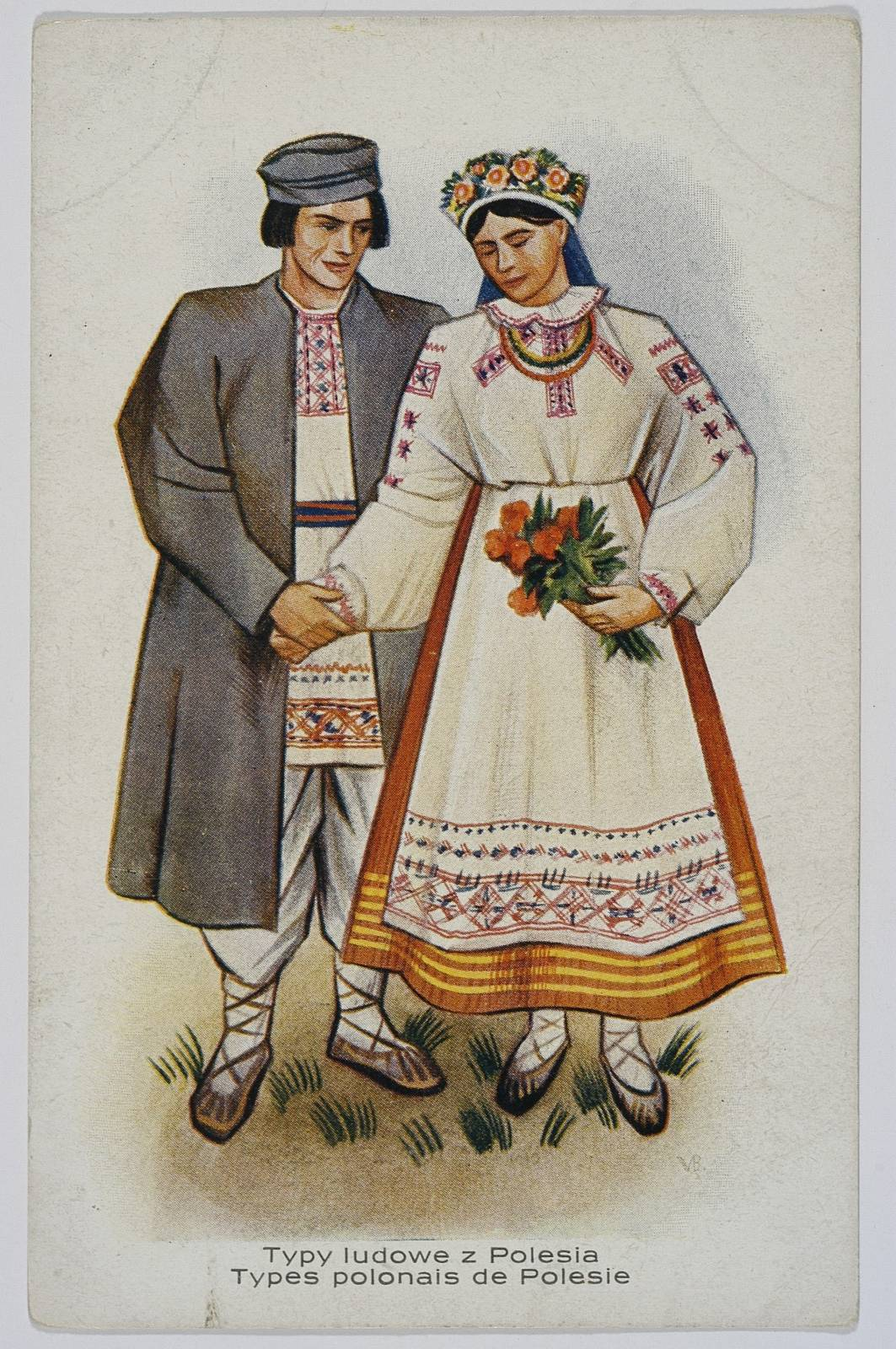
Trachten der Poleschuken

Poleschuken (ukrainisch поліщуки, belarussisch палешукі poleszucy) heißen die Angehörigen einer Gruppe von Ostslawen. Sie leben hauptsächlich in Polesien sowie in der Westukraine. In der Ukraine werden sie zu den Ukrainern gezählt.
Die Randlage des Gebiets der Poleschuken gegen die Ukrainer und Belarussen, ihre Isolation von den politischen und industriellen Zentren der Ukraine und von Belarus, geringe Urbanisierung und weitere Faktoren führten dazu, dass eine beträchtliche Menge an Brauchtum in Kultur und Alltag erhalten blieb.
Poleschuken zeigten mehr als die Bewohner anderer Regionen der Ukraine den Einfluss der Gemeinschaftstraditionen. Die Gemeinde verteilte Gemeindeland, regelte die Nutzung von gemeinsamen Weiden, Wäldern, Wiesen, Fisch- und Jagdgründen, kontrollierte den Zeitpunkt und die Art der landwirtschaftlichen Arbeit und folgte der Umsetzung der üblichen Rechtsnormen.

## Sprache
Polessisch ist ein ostslawischer Dialekt, der Merkmale einer Übergangssprache zwischen Ukrainisch und Belarussisch aufweist. Polessisch hat in keinem Staat offiziellen Status und wird fast ausschließlich zur privaten Kommunikation gebraucht.